# Carboxymaltose ferrique
Le carboxymaltose ferrique est un médicament destiné au traitement de l' anémie ferriprive (carence en fer).
Il fait partie du groupe des préparations à base de fer par voie parentérale. La préparation est un complexe macromoléculaire composé d’hydroxyde de fer (III) (fer trivalent, Fe3+) et du véhicule carboxymaltose. Il est administré par voie intraveineuse chez les patients présentant une carence en fer lorsque le traitement par fer oral n'est pas suffisamment efficace, inefficace ou impossible. Par rapport au traitement par fer oral, le traitement par fer intraveineux entraîne une correction plus rapide de la carence en fer et donc généralement une suppression plus rapide de l’anémie.
Le carboxymaltose ferrique est uniquement utilisé lorsqu’une carence en fer est confirmée au niveau sanguin (par ex. faible concentration de ferritine, faible saturation de la transferrine).
Étant donné que l’administration intraveineuse de préparations à base de fer peut dans de rares cas déclencher des réactions d’hypersensibilité aiguës de type immédiat (réactions anaphylactiques), la préparation doit uniquement être administrée en présence de personnel médical capable de reconnaître et traiter immédiatement de telles réactions d’hypersensibilité. Les réactions d’hypersensibilité sont principalement attribuables au dextran, qui était autrefois utilisé dans les préparations à base de fer. Le carboxymaltose ferrique ne contient pas de dextran.
Le principe actif est commercialisé depuis 2007 et il est autorisé dans plus de 70 pays.

## Mode d’action
Au niveau sanguin, le principe actif est absorbé par le système réticulo-endothélial via les macrophages, principalement dans le foie, où le fer est délivré aux protéines assurant le stockage (ferritine) ou le transport (transferrine) du fer et peut ainsi être mis à disposition de l’organisme pour différentes fonctions, principalement pour être intégré dans l’hémoglobine présente dans les globules rouges. L’hémoglobine transporte l’oxygène des poumons vers les cellules de l’organisme.

## Pharmacodynamique
Vingt-quatre jours après l’administration, l’utilisation/absorption par les érythrocytes du fer administré par voie intraveineuse sous forme de carboxymaltose ferrique s’élevait à 91%-99% chez les patients atteints d’anémie ferriprive et à 61%-84% chez ceux atteints d’anémie rénale.

## Pharmacocinétique
À la suite de l’administration d’une dose unique de 100 mg à 1 000 mg, des concentrations sériques maximales de fer comprises entre 37 µg/ml et 331 µg/ml sont atteintes après 15 minutes à 1,16 heure. Le fer administré est rapidement éliminé du plasma, avec une demi-vie comprise entre 7 et 12 heures. Sa durée moyenne de séjour est de 11 à 17 heures. L’élimination rénale est négligeable.

## Efficacité, sécurité
L’efficacité et la sécurité ont été évaluées et documentées dans de nombreuses études, notamment chez des patients dialysés, chez des patients atteints d’anémie dans le cadre de maladies chroniques de l’intestin, d’une insuffisance cardiaque ou d’une insuffisance rénale et chez des patientes atteintes d’anémie du post-partum.

### Principales études cliniques

#### ÉtudeConfirm-HF(Ponikowski et al., Eur Heart 2015; 36(11):657-68)
Étude randomisée, en double aveugle, multicentrique, contrôlée contre placebo, réalisée chez des patients atteints d’insuffisance cardiaque chronique et de carence en fer. 
- Intervention : Carboxymaltose ferrique à des doses cumulatives de 500  à   2 000 mg, en fonction de la valeur d’hémoglobine et du poids corporel.
- Durée de l'étude : 52 semaines.
- Résultats : Amélioration du Patient Global Assessment Score, du score de fatigue et de la qualité de vie. Plus faible risque d’hospitalisation liée à une insuffisance cardiaque congestive.

#### ÉtudePrefer(Favrat et al., PLoS One 2014; 9(4):e94217)
Étude randomisée, en simple aveugle, multicentrique, contrôlée contre placebo, réalisée chez des femmes atteintes de fatigue symptomatique de cause inconnue et de carence en fer. 
- Intervention : Carboxymaltose ferrique à une dose unique de 1 000 mg.
- Durée de l'étude : 56 jours.
- Résultats : Réduction de la fatigue de 34,6% (versus 18,9% sous placebo). Nette diminution de la fatigue 7 jours après l’initiation du traitement.

#### ÉtudeFind-CKD(Macdougall et al.,Nephrol Dial Transplant, 2014; 29(11):2075-84)
Étude randomisée, multicentrique, contrôlée, à trois bras, réalisée chez des patients atteints d’insuffisance rénale chronique sans dialyse.
- Intervention : 
  - Bras 1: Carboxymaltose ferrique à la dose de 500 ou 1 000 mg, avec une valeur cible de ferritine de 400-600 ng/ml.
  - Bras 2: Carboxymaltose ferrique à la dose de 200 mg, avec une valeur cible de ferritine de 100-200 ng/ml.
  - Bras 3 (contrôle): Sulfate de fer par voie orale, 200 mg/jour.
- Durée de l'étude : 52 semaines.
- Résultats : Nécessité retardée de recourir à des traitements alternatifs pour la prise en charge de l’anémie (transfusion sanguine, agents stimulant l’érythropoïèse) dans le bras avec valeur cible de ferritine de 400-600 ng/ml. Sécurité médicamenteuse comparable dans les trois bras.

#### ÉtudeFer-Asap(Breymann et al.,J Perinat Med, 2016)
Étude randomisée, multicentrique, contrôlée, réalisée chez des femmes enceintes (2e et 3e trimestre) atteintes d’anémie ferriprive. 
- Intervention : Carboxymaltose ferrique à des doses cumulatives de 500  à   2 000 mg, en fonction de la valeur d’hémoglobine et du poids corporel. Groupe contrôle traité par sulfate de fer par voie orale à la dose de 200 mg/jour.
- Durée de l'étude : 12 semaines.
- Résultats : Amélioration des valeurs d’hémoglobine comparables. Correction de l’anémie plus rapide et plus fréquente, et meilleure qualité de vie sous carboxymaltose ferrique. Sécurité et tolérance du carboxymaltose confirmées chez la femme enceinte et le fœtus.

#### ÉtudeFERGIcor(Evstatiev et al.Gastroenterology, septembre 2011; 141(3):846-853.e1-2)
Étude randomisée, multicentrique, contrôlée, réalisée chez des patients atteints de la maladie de Crohn ou de colite ulcéreuse et de carence en fer. 
- Intervention : Carboxymaltose ferrique à des doses cumulatives de 500  à   2 000 mg, en fonction de la valeur d’hémoglobine et du poids corporel. Groupe contrôle traité par fer-saccharose 1-11x 200 mg; jusqu’à 2x/semaine.
- Durée de l'étude : 12 semaines.
- Résultats : Plus grand nombre de patients avec valeur accrue d’hémoglobine dans le groupe sous carboxymaltose ferrique par rapport au groupe sous fer-saccharose. Amélioration de la qualité de vie dans les deux groupes. Tolérance comparable des deux traitements.

### Contre-indications
Le carboxymaltose ferrique, comme toutes les préparations à base de fer par voie parentérale, ne doit pas être administré en cas d’hypersensibilité connue aux préparations à base de fer. Les préparations à base de fer ne doivent pas être administrées en cas d’anémies sans origine ferriprive. De même, elles ne doivent pas être administrées en cas de surcharge en fer connue ou de trouble de l’utilisation du fer connu.
Étant donné que le médicament n’a pas été évalué chez les enfants, il ne doit pas être administré aux enfants de moins de 14 ans.

### Interactions
Le carboxymaltose ferrique ne doit pas être administré avec d’autres médicaments ou simultanément avec des préparations orales à base de fer. En perfusion, la préparation doit être diluée uniquement dans une solution de chlorure de sodium stérile à 0,9 %.

### Effets indésirables
Les effets indésirables fréquents (entre 1 et 10 %) rapportés incluent entre autres céphalées, vertiges, élévation de la pression artérielle, nausées et réaction locale au site d’injection. Les effets indésirables occasionnels (entre 0,1 et 1 %) rapportés incluent entre autres troubles de la sensibilité, dysgueusies, accélération du pouls, baisse de la pression artérielle, bouffées de chaleur, douleurs musculaires et douleurs abdominales. Les effets indésirables rares (entre 0,1 et 0,01 %) rapportés incluent entre autres réactions anaphylactiques, inflammation veineuse, ballonnements et symptômes pseudo-grippaux.

## Posologie et mode d’emploi
1 ml de préparation contient 50 mg de fer. Le médicament est disponible en flacons de 2 ml, 10 ml et 20 ml, correspondant respectivement à 100 mg, 500 mg et 1 000 mg de fer. Le carboxymaltose ferrique peut être administré sous forme de bolus ou de perfusion. Une administration en bolus ne doit pas contenir plus de 15 mg de fer par kg de poids corporel. Pour la perfusion, la préparation doit être diluée dans une solution de chlorure de sodium stérile à 0,9 %. La dilution ne doit pas contenir moins de 2 mg de fer/ml, en excluant le volume de la solution de carboxymaltose ferrique. Par perfusion, il convient de ne pas administrer plus de 20 mg de fer par kg de poids corporel. La dose maximale recommandée par semaine s’élève à 1 000 mg de fer.
La quantité de fer à administrer dépend de la valeur d’hémoglobine et du poids corporel et elle est calculée au moyen de la formule de Ganzoni. Pour l’administration de 2-4 ml de carboxymaltose, aucun délai particulier ne doit être respecté. En cas d’administration de plus de 4 ml, des durées minimales de perfusion pouvant atteindre 15 min doivent être respectées. Des informations précises sont disponibles dans la notice d’emballage.

## Excipients
Un flacon contient les excipients suivants: eau, hydroxyde de sodium et acide chlorhydrique. La solution a un pH neutre.

## Emballage, stockage
Les flacons doivent être conservés dans leur emballage d’origine, à l’abri de la lumière et du gel et à une température ne dépassant pas 30 °C. Les flacons non ouverts peuvent être conservés durant 3 ans. Les flacons ouverts et les solutions pour perfusions préparées (diluées) doivent être administrés immédiatement.